# Stefan Warnken
Stefan Warnken (* 1. März 1986 in Bremen) ist ein deutscher Tanzsporttrainer und Choreograph im Bereich des Formationstanzen (Latein). Warnken arbeitet seit 2006 hauptberuflich in der Niederlassung Bremen der Mercedes-Benz AG. Sein Großonkel ist der erste Bremer Fußballnationalspieler Heinz Warnken.

## Tänzer
Warnken begann seine tänzerische Karriere im Jahr 2000. Er begann in einer Tanzschule und wechselte 2002 als Formationstänzer in den leistungssportlichen Sektor. Innerhalb weniger Jahre erreichte Warnken als aktiver Tänzer die 2. Bundesliga Latein und trainiert seit 2005 verschiedene Teams.
Seine erste Saison tanzte Warnken 2002/2003 im damaligen B-Team der TSA im SC Weyhe mit der Choreographie „Israel“ in der Oberliga Nord Latein. In der darauffolgenden Saison tanzte er im A-Team des Vereins, das mit dem Thema „3 Tenöre“ in der Regionalliga Nord Latein startete. 2004/2005 tanzte er beim TSC Hansa Syke die Choreographie „Ricky Martin“ und stieg in die 2. Bundesliga Latein auf, wo die Mannschaft mit dem Thema „Chihuahua“ antrat.
Aus beruflichen Gründen beendete Warnken 2005 seine aktive Karriere und widmete sich ausschließlich seiner Trainerverantwortung, die er im selben Jahr bereits parallel zu seiner aktiven Karriere begonnen hatte.

## Trainer
Warnken trainierte 2005/2006 erstmals das von ihm gegründete C-Team des TSC Hansa Syke mit dem selbst kreierten Thema „Anastacia“ (Landesliga Nord). Warnken verließ nach der Saison den Verein und gründete das B-Team der damaligen TSA im SC Weyhe, dem ersten Verein seiner aktiven Karriere. Der Verein ging in der Saison 2006/2007 als TSC Weyhe mit zwei Teams an den Start. Die von Warnken trainierte B-Formation stieg mit dem Thema „Heroes“ in die Oberliga Nord auf und startete im kommenden Jahr als A-Team des Vereins. 2007/2008 erreichte Warnkens Team den Klassenerhalt in der Oberliga Nord, ebenfalls mit dem Thema „Heroes“ und Jana Hofmann als Co-Trainerin. In den ersten beiden Jahren in Weyhe nahm die Mannschaft von Warnken in Österreich am Donaupokal zusammen mit 19 weiteren Clubs teil und konnte sich jeweils den Anschlussplatz an das Finale sichern. 2008/2009 vertanzte das Team von Warnken und Hofmann das Thema „Soul Passion“ und stieg im heimischen Weyhe in die Regionalliga Nord auf. Das Team und beide Trainer verließen nach diesem Jahr den TSC Weyhe. Warnken trainierte 2009/2010 zusammen mit Oliver Tienken das A-Team des TSZ Blau-Gelb Bremen, das zum Thema „Body Language“ (Regionalliga Nord) tanzte, sowie das A-Team des TSC Walsrode mit dem gleichen Thema (Oberliga Nord). Die Arbeit für das TSZ Blau-Gelb Bremen legten beide Trainer nach der Saison wie geplant nieder.
In der Saison 2010/2011 schaffte das A-Team des TSC Walsrode den Aufstieg in die Regionalliga und konnte dort in der darauffolgenden Saison 2011/2012 mit ihrem neuen Thema „Rihanna - please don’t stop the music“ Platz 3 in der Liga sichern. In der Saison 2012/2013 belegte Warnkens Mannschaft den 2. Platz in der Regionalliga Nord Latein. Das neue Thema der Walsroder in der Saison 2013/2014 lautete „Showgirls“. Die Mannschaft gewann alle fünf Regionalligaturniere und konnte auch das Aufstiegsturnier zur 2. Bundesliga für sich entscheiden. Warnkens Team konnte sich in der darauffolgenden Saison 2014/2015 den 2. Platz im Endklassement der 2. Bundesliga ertanzen und ist somit direkt in die 1. Bundesliga aufgestiegen. Dieser Aufstieg in das Oberhaus des deutschen Formationstanzsports berechtigte zur Teilnahme an den Deutschen Meisterschaften am 14. November 2015 in Bremen. Nach der Saison 2015/2016 mit dem Thema „Phoenix“ in der 1. Bundesliga beendete Warnken offiziell seine Trainerkarriere.
In der folgenden Saison 2016/2017 trainierte Warnken das A-Team überraschend weiter für eine Saison und stieg mit der Mannschaft erneut in die 1. Bundesliga auf, was wieder zur Teilnahme an den Deutschen Meisterschaften am 11. November 2017 in Bremen berechtigte.
Von 2016 bis 2021 war Warnken Sportwart im Vorstand des TSC Walsrode. Er ist Ehrenmitglied des Vereins.
Seit der Saison 2010/2011 war Warnken neben seinem festen Engagement beim TSC Walsrode durchgängig für das A-Team der TSA im Ellerbeker TV verantwortlich und konnte die Mannschaft von der Landes- bis in die Regionalliga Latein führen. Nach der Saison 2013/2014 beendeten Warnken und sein Co-Trainer Stefan Dieckmann ihr Engagement beim TSA im Ellerbeker TV. Warnken trainierte in der Saison 2013/14 zusammen mit Oliver Tienken ebenfalls das A-Team des TSC Blau-Gold Nienburg, welches er schon in der vorherigen Saison sporadisch betreute. Mit dem Thema „Showgirls“ belegte das Team Platz 2 in der Oberliga Nord Latein und stieg nachträglich in die Regionalliga Nord Latein auf. Das Engagement in Nienburg beendeten beide Trainer nach der Saison.
In der Saison 2022/2023 übernahm Warnken die neu gegründete Lateinformation der TSA im SC Weyhe und gewann alle Turniere in der Landesliga Nord Latein mit dem Thema „Rihanna“. Das Team erlangte beim Aufstiegsturnier in die Regionalliga Nord Latein Platz 2 und sicherte sich das Ticket in die nächsthöhere Liga für die kommende Saison. Obwohl Warnken sich zunächst nur für eine Saison verpflichtete, entschieden das Team und er sich für ein weiteres gemeinsames Jahr. In der Saison 2023/2024 belegte die Mannschaft Platz 3 im Gesamtklassement der Regionalliga Nord Latein mit dem Thema „Hot Stuff“, nachdem sie die letzten beiden Turniere sogar auf Platz 2 landete. Nach dieser Saison beendete Warnken wie angekündigt sein Engagement beim SC Weyhe aus privaten Gründen. In beiden Saisons standen das Gemeinschaftsgefühl und der Spaß am Tanzen im Vordergrund und das Team trainierte wöchentlich lediglich ein Mal für zwei Stunden.